# سیارک ۲۶۹۱۷
سیارک ۲۶۹۱۷ (به انگلیسی: 26917 Pianoro، نامگذاری: 1996RF4) بیست و شش هزار و نهصد و هفدهمین سیارک کشف شده‌است که در ۱۵ سپتامبر ۱۹۹۶ کشف شد.